# Pommersfelden
Pommersfelden (fränkisch. Bummerschfelln) ist eine Gemeinde im oberfränkischen Landkreis Bamberg und zählt zur Metropolregion Nürnberg.

## Geografie

### Geografische Lage
Die Gemeinde liegt am Rande des Naturparks Steigerwald. Die Reiche Ebrach durchfließt die Gemeinde in Nordwestrichtung.

### Nachbargemeinden
Nachbargemeinden sind (im Uhrzeigersinn, beginnend im Norden): Burgebrach, Frensdorf (beide Landkreis Bamberg), Höchstadt an der Aisch und Mühlhausen (beide Landkreis Erlangen-Höchstadt, Mittelfranken). Durch zwei Exklaven hat die Gemeinde außerdem eine gemeinsame Grenze mit der Gemeinde Adelsdorf (ebenfalls Landkreis Erlangen-Höchstadt).

### Gemeindegliederung
Es gibt elf Gemeindeteile (in Klammern sind der Siedlungstyp und die Einwohnerzahlen, Stand September 2021, angegeben):
- Limbach (Kirchdorf, 281 E.)
- Oberndorf (Dorf, 82 E.)
- Pommersfelden (Pfarrdorf, 673 E.)
- Sambach (Pfarrdorf, 660 E.)
- Schweinbach (Dorf, 145 E.)
- Steppach (Pfarrdorf, 1051 E.)
- Stolzenroth (Dorf, 65 E.)
- Unterköst (Dorf, 48 E.)
- Weiher (Dorf, 87 E.)
- Weißenstein (Schloss)
- Wind (Dorf, 62 E.)

Außerdem gibt es die Einöden Weichhaus und Ziegelhütte. Südöstlich des Gemeindegebiets liegen zwei dicht beieinanderliegende Exklaven am Limbacher Weiher und Steinersee innerhalb des Gemeindegebietes von Adelsdorf.

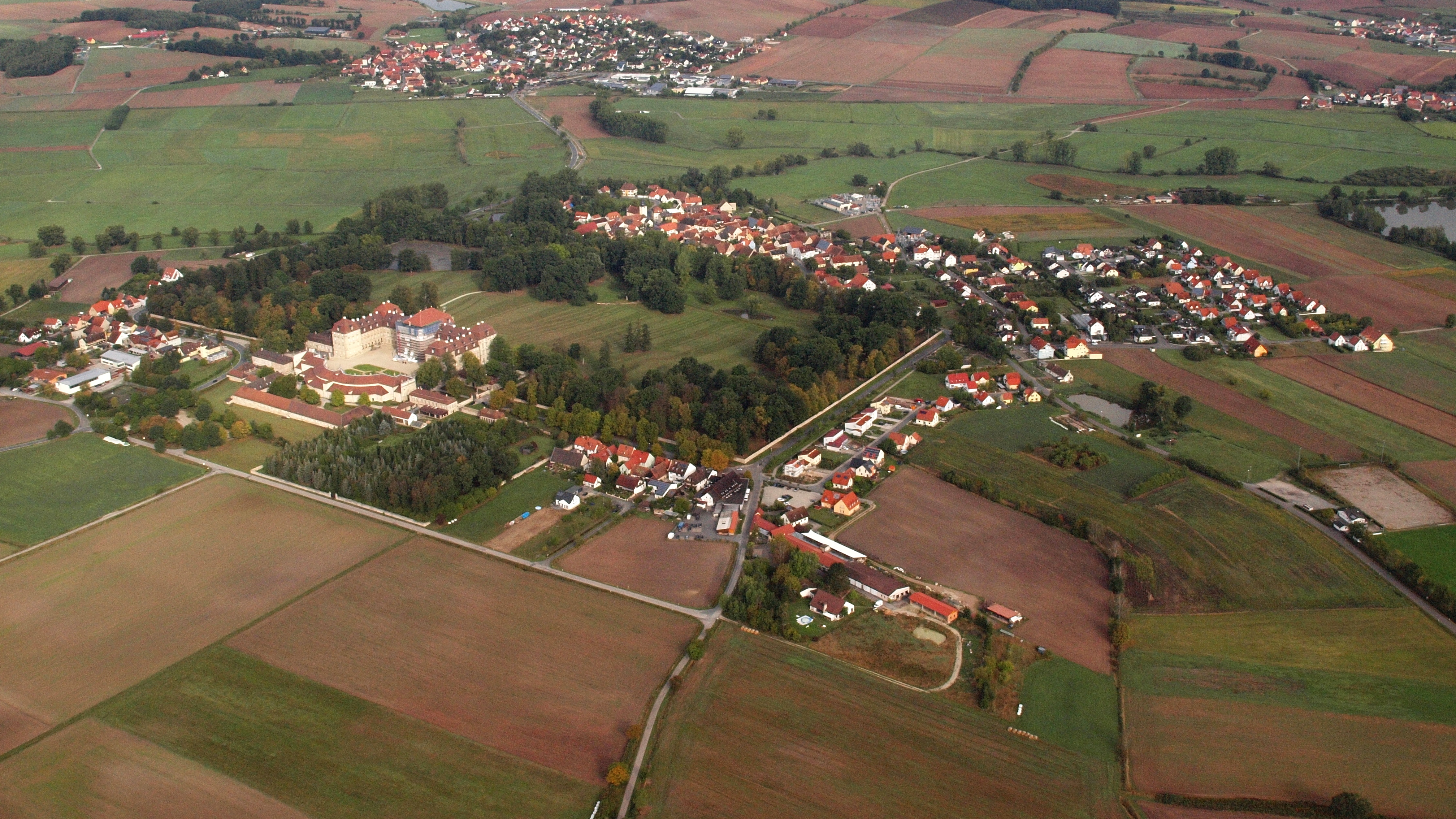
Pommersfelden, Luftaufnahme (2015)

Es gibt die Gemarkungen Oberndorf, Steppach und Sambach. Die Gemarkung Pommersfelden hat eine Fläche von 10,723 km². Sie ist in 1420 Flurstücke aufgeteilt, die eine durchschnittliche Flurstücksfläche von 7551,44 m² haben. In ihr liegen neben dem namensgebenden Ort die Gemeindeteile Limbach und Schloss Weißenstein.

## Geschichte

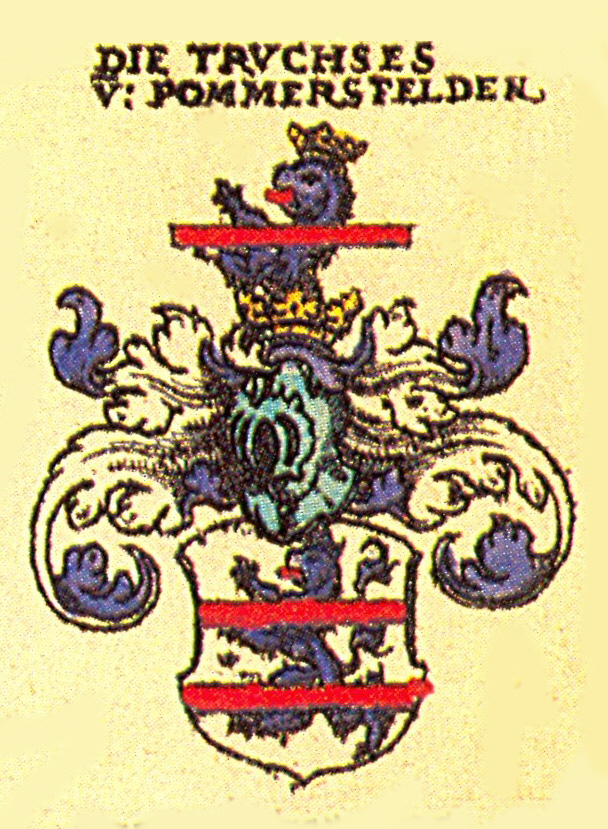
Wappen der Familie Truchseß von Pommersfelden

### Bis zur Gemeindegründung
Der Ort wurde 1297 als „Wumarsuelden“ erstmals urkundlich erwähnt. Benannt wurde der Ort nach dem Personennamen des Gründers Uuinimar, Wonamar. 1319/1320 wurde es erstmals „Pomersvelden“ genannt.
Pommersfelden war seit dem 14. Jahrhundert im Besitz der Truchsesse von Pommersfelden. 1349 stiftete Heinrich Truchseß die Kirche St. Maria und Johannes und erhielt das zugehörige Patronat. Der vormals zur Pfarrei Seußling gehörende Ort wurde zeitgleich kirchenrechtlich eigenständig.
Mit dem Tod von Friedrich Ernst Truchseß von Pommersfelden am 21. April 1710 starb dieses Adelsgeschlecht aus. In seinem Testament setzte Friedrich Ernst den Kurfürsten Lothar Franz von Schönborn (Erzbischof von Mainz und Fürstbischof von Bamberg) als Universalerben ein.
Gegen Ende des 18. Jahrhunderts gab es in Pommersfelden 81 Anwesen. Das Hochgericht übte die Schönborn’sche Herrschaft Pommersfelden aus. Sie hatte ggf. an das bambergische Centamt Bechhofen auszuliefern. Die Dorf- und Gemeindeherrschaft hatte die Herrschaft Pommersfelden. Grundherren waren die Herrschaft Pommersfelden (Schloss, Mühle, Brauhaus, Schäferei, 3 Schenkstätten, 1 Badstube, 1 Schmiede, 2 Höfe, 1 Drittelhof, 2 Güter, 2 Gütlein, 32 Sölden, 20 Tropfhäuser, 8 Häuser) und die Pfarrei Pommersfelden (Pfarrhof, 1 Tropfhaus). Zwei Häuser und ein Hirtenhaus waren gemeindlich genutzte Gebäude.
Die Herrschaft der Grafen von Schönborn, die auch Mitglied im Fränkischen Ritterkreis waren, kam mit der Rheinbundakte 1806 zu Bayern. Im Rahmen des Gemeindeedikts wurde der Steuerdistrikt Pommersfelden gebildet, zu dem Limbach und Schloss Weißenstein gehörten. Mit dem Zweiten Gemeindeedikt (1818) entstand die Ruralgemeinde Pommersfelden, die deckungsgleich mit dem Steuerdistrikt war. Sie war in Verwaltung und Gerichtsbarkeit dem Landgericht Höchstadt zugeordnet und in der Finanzverwaltung dem Rentamt Höchstadt. In der freiwilligen Gerichtsbarkeit unterstand die ganze Gemeinde dem Patrimonialgericht Pommersfelden (bis 1848). Ab 1862 gehörte Pommersfelden zum Bezirksamt Höchstadt an der Aisch, 1939 in Landkreis Höchstadt an der Aisch umbenannt und weiterhin zum Rentamt Höchstadt, 1919 in Finanzamt Höchstadt umbenannt, 1929–1972: Finanzamt Forchheim, seit 1972: Finanzamt Bamberg. Die Gerichtsbarkeit blieb beim Landgericht Höchstadt, 1879 in Amtsgericht Höchstadt an der Aisch umbenannt, von 1959 bis 1973 war das Amtsgericht Forchheim zuständig, seitdem ist es das Amtsgericht Bamberg. Die Gemeinde hatte ursprünglich eine Fläche von 10,777 km².

### Kreiszugehörigkeit
Bis zum 30. Juni 1972 gehörte Pommersfelden zum aufgelösten Landkreis Höchstadt an der Aisch.

### Eingemeindungen
Die heutige Gemeinde Pommersfelden entstand im Rahmen der bayerischen Gebietsreform am 1. Mai 1978 aus den Gemeinden Oberndorf, Pommersfelden, Sambach und Steppach.

### Verwaltungsgemeinschaft
Pommersfelden gehörte von Mai 1978 bis Dezember 1979 zur Verwaltungsgemeinschaft Frensdorf. Diese Verwaltungsgemeinschaft mit den weiteren Mitgliedsgemeinden Frensdorf und Pettstadt wurde zum 1. Januar 2002 aufgelöst.

### Einwohnerentwicklung
Im Zeitraum von 1988 bis 2018 wuchs die Gemeinde von 2270 auf 3063 um 793 Einwohner bzw. um 34,9 %.
Gemeinde Pommersfelden
| Jahr      | 1819   | 1840   | 1852   | 1861   | 1867   | 1871   | 1875   | 1880   | 1885   | 1890   | 1895   | 1900   | 1905   | 1910   | 1919   | 1925   | 1933   | 1939   | 1946   | 1950   | 1961   | 1970   | 1987   | 1995 | 2005 | 2010   | 2017   |
| Einwohner | 669    | 760    | 783    | 730    | 723    | 724    | 725    | 733    | 722    | 690    | 650    | 624    | 605    | 650    | 633    | 650    | 654    | 614    | 981    | 943    | 658    | 608    | 2253   | 2561 | 2920 | 2946   | 2988   |
| Häuser    |        |        |        |        |        | 135    |        |        | 126    | 128    |        | 131    |        |        |        | 120    |        |        |        | 129    | 128    |        | 576    |      |      |        | 861    |
| Quelle    | [ 16 ] | [ 17 ] | [ 17 ] | [ 18 ] | [ 19 ] | [ 20 ] | [ 21 ] | [ 22 ] | [ 23 ] | [ 24 ] | [ 17 ] | [ 25 ] | [ 17 ] | [ 26 ] | [ 17 ] | [ 27 ] | [ 17 ] | [ 17 ] | [ 17 ] | [ 28 ] | [ 11 ] | [ 29 ] | [ 30 ] |      |      | [ 31 ] | [ 31 ] |

Ort Pommersfelden
| Jahr      | 001819 | 001861 | 001871 | 001885 | 001900 | 001925 | 001950 | 001961 | 001970 | 001987 | 002018 |
| Einwohner | 594 *  | 522    | 525    | 503    | 424    | 484 *  | 740 *  | 531 *  | 433    | 441    | 682 *  |
| Häuser    |        |        |        | 90     | 92     | 91 *   | 102 *  | 101 *  |        | 133    |        |
| Quelle    | [ 16 ] | [ 18 ] | [ 20 ] | [ 23 ] | [ 25 ] | [ 27 ] | [ 28 ] | [ 11 ] | [ 29 ] | [ 30 ] | [ 32 ] |

## Religion
Laut Zensus am 9. Mai 2011 sind 51,6 % der Einwohner römisch-katholisch und 37,3 % evangelisch-lutherisch. 11,1 % haben eine andere Religion oder sind konfessionslos.

## Politik

### Gemeinderat
Der Gemeinderat umfasst 16 (vormals 14) Mitglieder, die sich wie folgt auf die einzelnen Wählergemeinschaften verteilen:
| Wählergemeinschaft                         | Sitze 2002–2008  | Sitze 2008–2014  | Sitze 2014–2020  | Sitze 2020–2026  |
| ------------------------------------------ | ---------------- | ---------------- | ---------------- | ---------------- |
| Wählerblock Sambach (WBS)                  | 5                | 5                | 5                | 4                |
| Freie Wählergemeinschaft Steppach (FWGS)   | 5                | 4                | 5                | 6                |
| Bürgerblock Pommersfelden (BBP)            | 3                | 3                | 3                | 3                |
| Einigkeit Limbach (EL)                     | 1                | 1                | 1                | 2                |
| Ortsgemeinschaft Oberndorf – Weiher (OGOW) | nicht angetreten | nicht angetreten | nicht angetreten | 1                |
| Gemeinsame Bürgerliste – FDP (GBL – FDP)   | 0                | 1                | 0                | nicht angetreten |

### Bürgermeister
Erster Bürgermeister ist seit 1. Mai 2020 Gerd Dallner (FWGS), der bei einer Gegenkandidatin 76,41 % der Stimmen erhielt. Er ist der Nachfolger von Hans Beck vom Wählerblock Sambach, der seit 1996 amtierte und 2008 sowie 2014 mit jeweils 66 Prozent der Stimmen wiedergewählt wurde. Becks Vorgänger war von 1972 bis 1996 Erwin Ruhl.

### Wappen und Flagge
Wappen
| Wappen von Pommersfelden | Blasonierung: „Geteilt; oben in Silber ein blauer Pfahl, der mit dem silbernen Großbuchstaben T belegt ist, beseitet von je einem roten Zinnenturm, unten in Rot auf drei gesenkten silbernen Spitzen schreitend ein blau gekrönter und bewehrter doppelschwänziger goldener Löwe.“ |
| Wappen von Pommersfelden | Wappenbegründung: Pommersfelden besteht seit 1978 aus den ehemals selbstständigen Gemeinden Pommersfelden, Steppach, Oberndorf und Sambach. Der Löwe sowie die Farben Rot, Silber und Blau sind dem Wappen der Truchsessen von Pommersfelden entnommen, die ab dem 14. Jahrhundert im Ort begütert waren. Das T-Kreuz, auch Antoniuskreuz genannt, repräsentiert den Ort Sambach, dessen Kirche dem frühchristlichen Mönch Antonius der Einsiedler geweiht ist. Die beiden Zinnentürme sind aus dem Wappen der Gemeinde Steppach übernommen. Sie repräsentieren alle ehemaligen und noch bestehenden Burgen im Gemeindegebiet. Die Gemeinde Pommersfelden führt seit 1985 ein Wappen. |

Flagge
Die Gemeindeflagge ist gelb-rot.

## Wirtschaft

### Verkehr

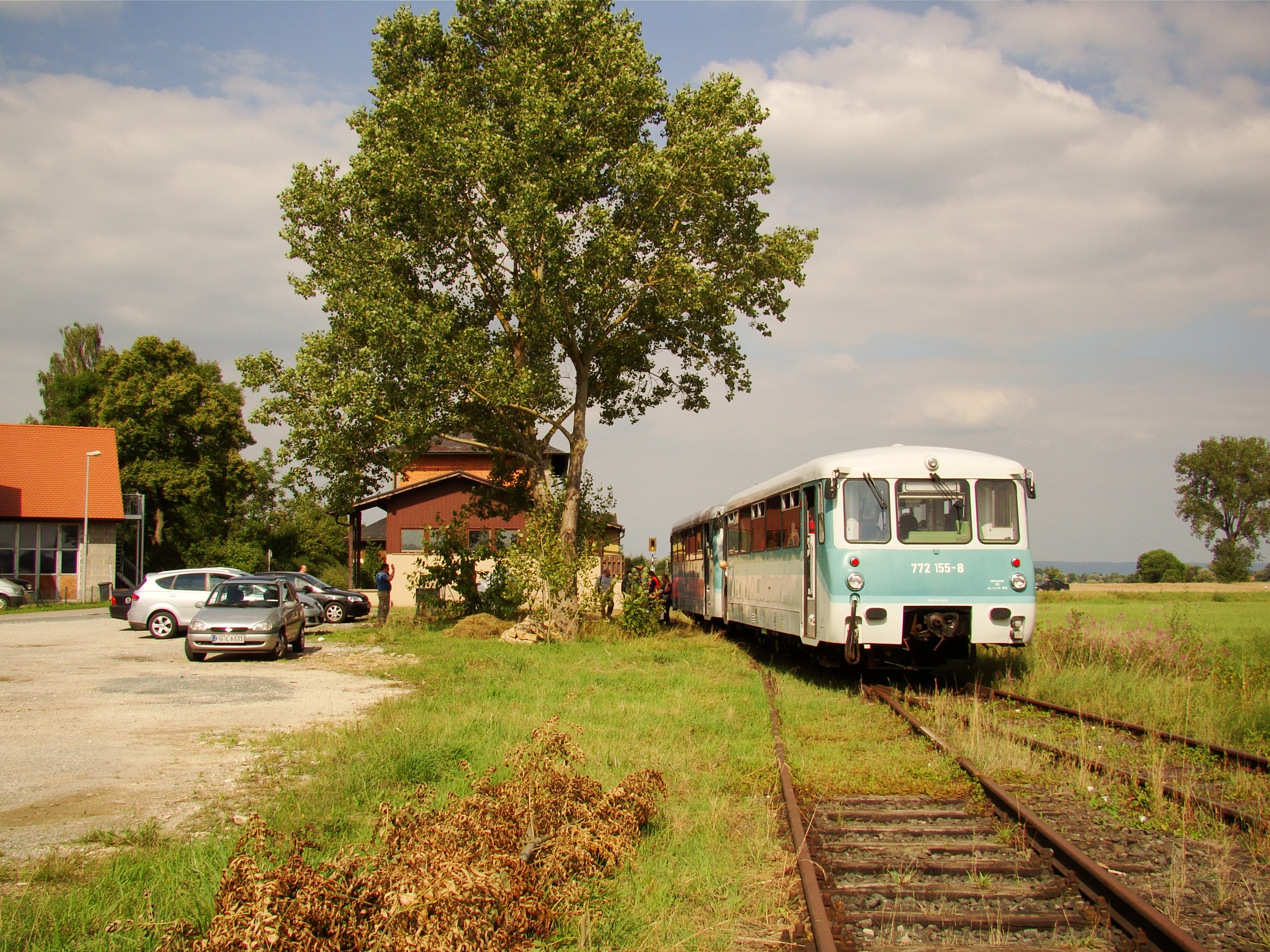
Zug auf der Bahnstrecke Frensdorf–Schlüsselfeld

Die Staatsstraße 2263 verläuft an Limbach vorbei zu einer Anschlussstelle der Bundesstraße 505 (2,8 km südlich) bzw. die Staatsstraße 2260 kreuzend nach Steppach (1,4 km nordwestlich) und weiter nach Unterneuses zur Bundesstraße 22 (7,5 km nördlich). Eine Gemeindeverbindungsstraße führt zur Kreisstraße BA 24 bei Wind (2,1 km nordöstlich), eine weitere verläuft südöstlich zur Staatsstraße 2254 (3,3 km südöstlich) zwischen Zentbechhofen im Nordosten und Höchstadt im Südwesten.
Im Süden der Gemeinde verläuft die Bundesautobahn 3 mit der Anschlussstelle 79 (Pommersfelden). In Richtung Süden werden über die Autobahn die Städte Erlangen und Nürnberg erreicht, während in westlicher Richtung Würzburg die nächste Stadt ist. Von der Anschlussstelle Pommersfelden führt die Bundesstraße 505 ins rund zwanzig Kilometer entfernte Bamberg.
Durch das Gemeindegebiet führt die Bahnstrecke Frensdorf–Schlüsselfeld, auf der seit Einstellung des Personenverkehrs im Jahr 1977 nur noch Güter transportiert werden.

### Freiwillige Feuerwehren
In der Gemeinde Pommersfelden gibt es Freiwillige Feuerwehren in Oberndorf/Weiher, Pommersfelden/Limbach, Sambach und Steppach.

### Brauereien
Die Brauerei Hennemann in Sambach ist die einzige verbliebene Brauerei in der Gemeinde. Bis 1979 braute die Schlossbrauerei Dorn in Pommersfelden, bis 1975 die Brauerei Seubert in Steppach. Die Brauerei Hofmann Grüner Baum in Pommersfelden stellte 1985 den Braubetrieb ein.

## Kultur und Sehenswürdigkeiten

### Bauwerke
Im Süden der Ortschaft Pommersfelden steht – als eigener Gemeindeteil ausgewiesen – das von Lothar Franz von Schönborn 1711 bis 1716 erbaute Schloss Weißenstein, das sich im Familienbesitz befindet. Das Barockschloss beherbergt ein eindrucksvolles Treppenhaus, eine Gartensaalgrotte und eine sehenswerte Gemäldesammlung.
In der Ortsmitte von Pommersfelden befinden sich die Überreste eines ehemaligen Wasserschlosses und in Sambach steht ein Jesuitenschloss. Beide sind für die Öffentlichkeit nicht zugänglich. Kirchen stehen in den Ortschaften Limbach, Pommersfelden, Sambach und Steppach.

### Parks
Zum Schloss Weißenstein gehört ein englischer Landschaftspark aus dem 19. Jahrhundert.

## Sonstiges
Im Jahr 2013 nisteten und brüteten in Steppach Schwarzstörche in der Nähe eines ebenfalls besetzten Weißstorchhorstes. Dieser Umstand ist bemerkenswert, da die störungsempfindlichen Schwarzstörche für gewöhnlich menschliche Ansiedlungen meiden und in Wäldern brüten.

## Söhne und Töchter der Gemeinde
- Joseph Dorn (* 12. August 1759 in Kratz-Sambach, dem heutigen Sambach; † 6. August 1841 in Bamberg), Maler, Restaurator und Galerieinspektor. Ab 1802 war er Inspektor an der Galerie von Schloss Weißenstein.
- Konrad Beyer (* 13. Juli 1834; † 17. März 1906 in Mainz), Schriftsteller und Dichter
- Pater Matthäus Rascher (* 12. November 1868 in Sambach; ermordet am 13. August 1904 in Baining/Papua-Neuguinea) war ein deutscher Missionar und Märtyrer der Katholischen Kirche
- Robert Sauer (* 16. September 1898; † 22. August 1970 in München), Mathematiker, Rektor der Technischen Hochschule München und Präsident der Bayerischen Akademie der Wissenschaften